# 蒂鲁韦蒂普拉姆
蒂鲁韦蒂普拉姆（Tiruvethipuram），是印度泰米尔纳德邦Tiruvanamalai县的一个城镇。总人口35172（2001年）。

## 人口
该地2001年总人口35172人，其中男性17481人，女性17691人；0—6岁人口3689人，其中男1796人，女1893人；识字率73.66%，其中男性为81.35%，女性为66.06%。